# Epipterygium puiggarii
Epipterygium puiggarii är en bladmossart som beskrevs av Brotherus 1903. Epipterygium puiggarii ingår i släktet Epipterygium och familjen Bryaceae. Inga underarter finns listade i Catalogue of Life.